# Dobsonia viridis
Dobsonia viridis là một loài động vật có vú trong họ Dơi quạ, bộ Dơi. Loài này được Heude mô tả năm 1896.

## Hình ảnh

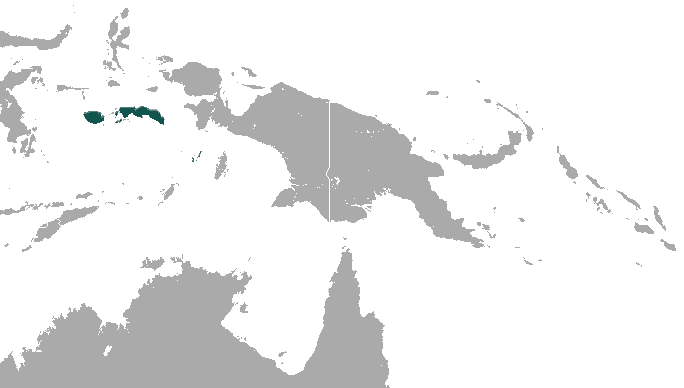